# Centradenia floribunda
Centradenia floribunda är en tvåhjärtbladig växtart som beskrevs av Jules Émile Planchon. Centradenia floribunda ingår i släktet Centradenia och familjen Melastomataceae. Utöver nominatformen finns också underarten C. f. bernoullii.